# Lamine Yamal
Lamine Yamal Nasraoui Ebana (Esplugues de Llobregat (Barcelona), 13 juli 2007), kortweg Lamine Yamal, is een Spaans voetballer die doorgaans als aanvaller speelt. Hij staat bekend als een van de beste spelers ter wereld. Yamal stroomde in 2023 door vanuit de jeugdopleiding van FC Barcelona. Bij zijn debuut in het eerste elftal in april 2023 werd hij de jongste speler in de clubgeschiedenis (15 jaar 9 maanden en 16 dagen). Yamal debuteerde in 2023 in het Spaanse voetbalelftal en nam in 2024 als jongste speler ooit deel aan het Europees kampioenschap, dat ze uiteindelijk wonnen.
Tijdens dit toernooi werd hij de jongste doelpuntenmaker ooit op een EK door te scoren in de halve finale tegen Frankrijk. Bovendien is hij de jongste voetballer ooit (17 jaar en 1 dag) in een internationale finale, waarmee hij Pelé overtrof, die 17 jaar en 249 dagen oud was in de WK-finale van 1958.

## Afkomst
Yamal werd geboren in Esplugues de Llobregat, een wijk in Barcelona. Als zoon van een schilder genaamd Mounir Nasraoui, afkomstig uit de Marokkaanse stad Larache en een serveerster Sheila Ebana, afkomstig uit de stad Bata in Equatoriaal-Guinea. Zijn ouders scheidden toen Lamine drie jaar oud was, hoewel beiden voor Yamal zorgden in zijn jeugd.
Rond deze tijd verhuisde Lamine met zijn moeder van Mataró naar Granollers en begon hij op vierjarige leeftijd met voetballen bij de lokale club La Torreta. Hij wisselde tussen beide steden om tijd door te brengen met zijn ouders. In Mataró groeide Lamine op in Rocafonda, een multiculturele wijk die door El País wordt omschreven als "vergeten, geïsoleerd en gestigmatiseerd". Yamal viert zijn doelpunten door een gebaar te maken met het nummer 304, de laatste drie cijfers van de postcode 08304 van Rocafonda.
Op 14 augustus 2024 werd zijn vader neergestoken bij een vechtpartij.

## Clubcarrière

### Jeugd
Lamine Yamal werd in 2013 op zevenjarige leeftijd opgenomen in La Masia, de jeugdopleiding van FC Barcelona. Hij viel al snel op als een van de grootste talenten van zijn lichting en werd binnen de club omschreven als een natuurlijke opvolger van spelers als Ansu Fati.
Voor het seizoen 2022/23 werd Yamal gepromoveerd naar het Juvenil A-team, een elftal dat normaal gesproken wordt gevuld met oudere jeugdspelers. In september 2022 riep trainer Xavi Hernández hem op voor trainingen met het eerste elftal. Ondanks dat hij nog geen profcontract had, trainde hij structureel mee en werd binnen de technische staf gezien als een van de meest indrukwekkende (jeugd)spelers.

### Seizoen 2022/23: Debuut in het eerste elftal
Op 29 april 2023 maakte Yamal op vijftienjarige leeftijd zijn debuut in het eerste elftal van FC Barcelona, in een met 4–0 gewonnen thuiswedstrijd tegen Real Betis. Hij verving Gavi in de 83e minuut, had een schot op doel, en werd daarmee op 15 jaar, 9 maanden en 16 dagen de jongste speler ooit in een officiële wedstrijd voor Barça en de vijfde jongste speler in de geschiedenis van Primera División.
Kort daarna, op 14 mei 2023, maakte Yamal deel uit van de selectie die het landskampioenschap won. Hij werd hiermee de jongste speler in de geschiedenis van Primera División die een landstitel won, al miste hij de officiële viering door interlandverplichtingen bij het Spaanse nationale jeugdteam.

### Seizoen 2023/24: Doorbraak en records
Hoewel hij officieel nog ingeschreven stond bij Barça Atlètic, werd Yamal vanaf het begin van het seizoen 2023/24 volwaardig onderdeel van de A-selectie. Op 20 augustus 2023 begon hij in de basis in een wedstrijd in de Primera División tegen Cádiz CF (2–0 winst), en werd daarmee de jongste basisspeler ooit voor FC Barcelona in de Primera División.
Een week later leverde hij twee assists af in de 4–3 overwinning op Villarreal CF, wat hem de eretitel 'Man of the Match' opleverde. Zijn explosieve start werd beloond met de prijs voor "Primera División U23 Speler van de Maand" in augustus 2023.
Op 19 september 2023 maakte hij zijn debuut in de UEFA Champions League, in een 5–0 zege op Royal Antwerp FC. Hij werd daarmee de op één na jongste debutant ooit in het toernooi, achter Youssoufa Moukoko.
Op 8 oktober scoorde hij zijn eerste doelpunt in het eerste elftal, in een 2–2 gelijkspel tegen Granada CF, waarmee hij de jongste doelpuntenmaker in de geschiedenis van Primera División werd.
Later dat jaar ontving hij de allereerste Golden Boy “The Youngest”-award. Vanwege schoolverplichtingen kon hij de ceremonie niet bijwonen.
Yamal brak in dit seizoen talloze records: jongste basisspeler, jongste assistgever, jongste doelpuntenmaker, jongste speler ooit in El Clásico en jongste speler met een ‘brace’ (twee goals) in één Primera División-wedstrijd. Hij sloot het seizoen af met 50 optredens in alle competities en werd de eerste speler onder de 17 jaar met meer dan tien doelpunten en assists in één Primera División-seizoen.

### Seizoen 2024/25: Doorbraak als basisspeler en jacht op de treble
Het seizoen 2024/25 begon veelbelovend voor Yamal, die inmiddels was uitgegroeid tot vaste basisspeler onder de nieuwe hoofdtrainer Hansi Flick. In de openingswedstrijd van de competitie gaf hij een assist tegen Valencia CF, gevolgd door zijn eerste doelpunt van het seizoen in een 2–1 overwinning op Athletic Club. 
Op 19 september 2024 scoorde Yamal zijn eerste doelpunt in de UEFA Champions League, tijdens een uitwedstrijd tegen AS Monaco FC. Met 17 jaar en 68 dagen werd hij de op één na jongste doelpuntenmaker in de geschiedenis van het toernooi.
Een maand later, op 26 oktober, vestigde hij opnieuw een record door met 17 jaar en 105 dagen de jongste doelpuntenmaker ooit te worden in El Clásico, tijdens een 4–0 overwinning op Real Madrid.
In januari 2025 won Yamal met Barcelona de Supercopa de España. Hij werd zowel in de halve finale als in de eindstrijd de jongste doelpuntenmaker in de geschiedenis van het toernooi. Op 2 februari brak hij het dribbelrecord van Lionel Messi uit 2007 door 21 succesvolle dribbels te voltooien in een competitiewedstrijd tegen Deportivo Alavés.
Op 26 april 2025 voegde hij de Copa del Rey toe aan zijn palmares. In de finale werd hij, net als in het toernooi in zijn geheel, de jongste doelpuntenmaker ooit. 
Enkele dagen later, op 30 april 2025, speelde Yamal zijn honderdste officiële wedstrijd voor FC Barcelona in de halve finale van de UEFA Champions League tegen Internazionale. Hij maakte na een 0-2 achterstand de aansluitingstreffer, en werd daarmee de jongste speler ooit die scoorde in een halve finale van een Europese clubcompetitie. De wedstrijd eindigde in een spectaculaire 3–3 remise. De prestatie werd internationaal geprezen en Simone Inzaghi, coach van Internazionale, omschreef Yamal als "een fenomeen dat slechts eens in de vijftig jaar voorkomt".
Met al twee nationale prijzen op zak en zicht op de finale van de Champions League bleef Barcelona onder Flick op koers voor een mogelijke treble. Uiteindelijk strandde de club echter in de halve finale tegen datzelfde Internazionale en werd de  finale niet bereikt. De nationale treble werd daarentegen wél binnengehaald.

### Seizoen 2025/26: Het seizoen van de nieuwe rugnummer 10
Op 27 mei 2025 verlengde hij zijn contract bij de club tot medio 2031. Volgens diverse nieuwsbronnen, waaronder The Athletic, zou het contract een jaarlijkse brutowaarde van circa €41,5 miljoen hebben, inclusief salaris, bonussen en tekengeld, waarmee Yamal tot de best betaalde selectiespelers van de club zou behoren.
Op 13 juli 2025 meldde Lamine Yamal zich weer bij FC Barcelona voor de start van het voorseizoen, inclusief de verplichte medische keuring. Enkele dagen later, op 16 juli 2025, volgde het langverwachte nieuws: de club kende het iconische rugnummer 10 toe aan Yamal.
De bekendmaking ging gepaard met een officiële ceremonie en persmoment, waarbij ook zijn contractverlenging uit mei 2025 werd gevierd. Die verlenging was eerder nog niet officieel herdacht met een ceremonie, omdat veel van Yamal's familieleden destijds niet aanwezig konden zijn.

## Clubstatistieken

### Junioren
| Seizoen | Club          | Competitie         | Competitie | Competitie | Competitie | Totaal | Totaal | Totaal |
| Seizoen | Club          | Competitie         | Wed.       | Dlp.       | Ass.       | Wed.   | Dlp.   | Ass.   |
| ------- | ------------- | ------------------ | ---------- | ---------- | ---------- | ------ | ------ | ------ |
| 2022/23 | Barça Atlètic | Segunda División A | 3          | 0          | 0          | 3      | 0      | 0      |
| TOTAAL  | TOTAAL        | TOTAAL             | 3          | 0          | 0          | 3      | 0      | 0      |

### Senioren
| Seizoen | Club         | Competitie       | Competitie | Competitie | Competitie | Beker | Beker | Beker | Internationaal | Internationaal | Internationaal | Totaal | Totaal | Totaal |
| Seizoen | Club         | Competitie       | Wed.       | Dlp.       | Ass.       | Wed.  | Dlp.  | Ass.  | Wed.           | Dlp.           | Ass.           | Wed.   | Dlp.   | Ass.   |
| ------- | ------------ | ---------------- | ---------- | ---------- | ---------- | ----- | ----- | ----- | -------------- | -------------- | -------------- | ------ | ------ | ------ |
| 2022/23 | FC Barcelona | Primera División | 1          | 0          | 0          | 0     | 0     | 0     | 0              | 0              | 0              | 1      | 0      | 0      |
| 2023/24 | FC Barcelona | Primera División | 37         | 5          | 6          | 3     | 2     | 0     | 10             | 0              | 2              | 50     | 7      | 10     |
| 2024/25 | FC Barcelona | Primera División | 35         | 9          | 15         | 7     | 4     | 6     | 13             | 5              | 4              | 55     | 18     | 25     |
| TOTAAL  | TOTAAL       | TOTAAL           | 73         | 14         | 21         | 10    | 6     | 6     | 23             | 5              | 6              | 106    | 25     | 35     |

Bijgewerkt tot en met het seizoen 2024/25.

## Interlandcarrière
Yamal is jeugdinternational voor Spanje. Hij speelde voor verschillende jeugdteams, die ook boven zijn leeftijdscategorie waren. Yamal maakte zijn debuut voor het Spaanse nationale elftal op 8 september 2023 gedurende een kwalificatiewedstrijd voor het EK 2024 in Duitsland, tegen Georgië. Hij viel in de eerste helft in voor Dani Olmo. Hij maakte in de 74ste minuut zijn eerste doelpunt. Met zijn 16 jaar en 57 dagen werd hij de jongste debutant ooit voor Spanje.

### EK 2024
Yamal werd op 7 juni 2024 door bondscoach Luis de la Fuente opgenomen in de Spaanse selectie voor het EK 2024 in Duitsland. Tijdens de eerste wedstrijd tegen Kroatië, werd hij de jongste EK-speler ooit (16 jaar en 338 dagen), en de eerste speler van 16 die speelde op een EK.
Na een overwinning op Duitsland kwam Spanje in de halve finale in München uit tegen Frankrijk. Spanje won met 2-1, mede dankzij een spectaculair doelpunt van de 16-jarige Yamal die werd uitgeroepen tot man van de wedstrijd. In de finale kwam Spanje op 14 juli 2024 in Berlijn uit tegen Engeland dat in de halve finale Nederland met 2-1 versloeg. Spanje won de finale met 2-1 en werd Europees kampioen. Yamal werd verkozen als talent van het toernooi, met zijn goal en vier assists gedurende het toernooi. Net 17 geworden is Yamal de jongste speler ooit in een Europees kampioensteam voetbal.
| Interlands van Lamine Yamal voor Spanje | Interlands van Lamine Yamal voor Spanje | Interlands van Lamine Yamal voor Spanje | Interlands van Lamine Yamal voor Spanje | Interlands van Lamine Yamal voor Spanje | Interlands van Lamine Yamal voor Spanje |
| №                                       | Datum                                   | Wedstrijd                               | Uitslag                                 | Soort wedstrijd                         | Doelpunten                              |
| Als speler bij FC Barcelona             | Als speler bij FC Barcelona             | Als speler bij FC Barcelona             | Als speler bij FC Barcelona             | Als speler bij FC Barcelona             | Als speler bij FC Barcelona             |
| --------------------------------------- | --------------------------------------- | --------------------------------------- | --------------------------------------- | --------------------------------------- | --------------------------------------- |
| 1.                                      | 8 september 2023                        | Georgië – Spanje                        | 1 – 7                                   | Kwalificatie EK 2024                    | 74'                                     |
| 2.                                      | 12 september 2023                       | Spanje – Cyprus                         | 6 – 0                                   | Kwalificatie EK 2024                    |                                         |
| 3.                                      | 16 november 2023                        | Cyprus – Spanje                         | 1 – 3                                   | Kwalificatie EK 2024                    | 5'                                      |
| 4.                                      | 19 november 2023                        | Spanje – Georgië                        | 3 – 1                                   | Kwalificatie EK 2024                    |                                         |
| 5.                                      | 22 maart 2024                           | Spanje – Colombia                       | 0 – 1                                   | Vriendschappelijk                       |                                         |
| 6.                                      | 26 maart 2024                           | Spanje – Brazilië                       | 3 – 3                                   | Vriendschappelijk                       |                                         |
| 7.                                      | 8 juni 2024                             | Spanje – Noord-Ierland                  | 5 – 1                                   | Vriendschappelijk                       |                                         |
| 8.                                      | 15 juni 2024                            | Spanje – Kroatië                        | 3 – 0                                   | EK 2024                                 |                                         |
| 9.                                      | 20 juni 2024                            | Spanje – Italië                         | 1 – 0                                   | EK 2024                                 |                                         |
| 10.                                     | 24 juni 2024                            | Albanië – Spanje                        | 0 – 1                                   | EK 2024                                 |                                         |
| 11.                                     | 30 juni 2024                            | Spanje – Georgië                        | 4 – 1                                   | EK 2024                                 |                                         |
| 12.                                     | 5 juli 2024                             | Spanje – Duitsland                      | 2 – 1                                   | EK 2024                                 |                                         |
| 13.                                     | 9 juli 2024                             | Spanje – Frankrijk                      | 2 – 1                                   | EK 2024                                 | 21'                                     |
| 14.                                     | 14 juli 2024                            | Spanje – Engeland                       | 2 – 1                                   | EK 2024                                 |                                         |
| Totaal                                  | Totaal                                  | Totaal                                  | Totaal                                  | Totaal                                  | 3                                       |

Bijgewerkt t/m 16 juli 2024.

## Statistieken per kalenderjaar
| Jaar   | Wed. | Dlp. | Ass. |
| ------ | ---- | ---- | ---- |
| 2023   | 28   | 3    | 4    |
| 2024   | 56   | 13   | 25   |
| Totaal | 84   | 16   | 29   |

Bijgewerkt t/m 15 juli 2024.

## Erelijst

### In teamverband
| Competitie          | Aantal       | Jaar             |
| FC Barcelona        | FC Barcelona | FC Barcelona     |
| ------------------- | ------------ | ---------------- |
| Primera División    | 2×           | 2022/23, 2024/25 |
| Copa del Rey        | 1×           | 2024/25          |
| Supercopa de España | 1×           | 2025             |

### Nationaal
| Competitie          | Aantal    | Jaar    |
| Spanje              | Spanje    | Spanje  |
| ------------------- | --------- | ------- |
| UEFA EK             | 1×        | 2024    |
| UEFA Nations League | Runner-up | 2024/25 |

### Individueel
| Prijs                                                                         | Aantal | Jaar       |
| ----------------------------------------------------------------------------- | ------ | ---------- |
| Beste speler onder 23 in 2023/24 en 2024/25 van Primera División              | 2×     | 2024, 2025 |
| Speler van het toernooi – Europees kampioenschap voetbal 2024                 | 1×     | 2024       |
| Kopa-trofee                                                                   | 1×     | 2024       |
| Golden Boy                                                                    | 1×     | 2024       |
| Globe Soccer Awards – Opkomend talent (Europe & Dubai Editions)               | 2×     | 2024       |
| Doorbraak van het Jaar – Laureus                                              | 1×     | 2025       |
| Topassists en doelpunt van het toernooi – Europees kampioenschap voetbal 2024 | 1×     | 2024       |

Bron: Transfermarkt.nl